# Olive Schreiner
Olive Emilie Albertina Schreiner (Wittebergen, Colonia del Cabo, 24 de marzo de 1855 - Wynberg, Ciudad del Cabo, 11 de diciembre de 1920), fue una escritora, pacifista y política activista sudafricana, cuyo interés por los derechos humanos y en especial por los derechos de la mujer le hicieron partícipe de numerosas movilizaciones a favor de las garantías e igualdades económicas y sociales entre ambos sexos. En 1883 publicó la que se considera  la primera gran novela sudafricana The Story of an African Farm (La historia de una granja africana).

## Biografía

### Primeros años
La novena de doce hijos, Olive Schreiner nació en 1855, producto de la unión de un matrimonio misionero, Rebecca Lyndall y Gottlob Schreiner, en la estación de la Sociedad Misionera de Wesley (en inglés, Wesleyan Missionary Society), situada en las cercanías de Herschel, Provincia del Cabo Oriental, en Sudáfrica. Por muchos factores, tuvo una dura infancia. Su padre era un hombre noble y de buen temperamento, pero poco práctico, mientras su madre, Rebecca, les inculcaba a sus hijos una enseñanza estricta basada en la autodisciplina, un sistema que ella misma había tenido que seguir y respetar en su juventud. Olive recibió, por tanto, buena parte de su educación en manos de su progenitora. Su hermano mayor, Fred, fue educado en Inglaterra y se convirtió en director de un colegio en Eastbourne.
Cuando Olive tenía seis años, Gottlob fue transferido a Healdtown, en la Provincia Oriental del Cabo, para así hacerse cargo del instituto de entrenamiento en esa localidad. Como ocurría con muchos de sus negocios, no se encontraba capacitado para el puesto y fue despedido por no actuar conforme a las políticas y regulaciones misioneras. De esta forma, se vio forzado, por primera vez, a tener que trabajar para ganarse la vida, de modo que emprendió su propio proyecto. Sin embargo, volvió a fracasar en sus intentos y perdió el empleo en menos de un año, dejando a su familia en la más absoluta pobreza.   
No obstante, Olive no permaneció junto a sus padres por mucho tiempo. Cuando su hermano mayor Theophilus fue nombrado director en Cradock, en 1867, se trasladó a vivir con él y dos hermanos más. También acudió a su escuela y recibió educación, en esta ocasión formalmente, por primera vez. Pese a esto, sin embargo, no era tan feliz en Cradock como lo había sido en Wittebergen o Healdtown. Sus hermanos eran muy religiosos, pero Olive había rechazado el cristianismo por parte de sus padres como algo sin fundamento y fue la causa de las muchas discrepancias que mantuvo con su familia. 
De esta manera, cuando Theo y su hermano abandonaron Cradock por los campos de diamantes del oeste de Griqualand, Olive eligió ser institutriz. Mientras trabajaba en Barkly East, conoció a Willie Bertram, que compartía sus ideas sobre la religión y quien le prestó una copia de la obra del filósofo Herbert Spencer titulada Primeros principios. Este texto tuvo un fuerte impacto sobre ella ya que, mientras Spencer arremetía contra los fanatismos y doctrinas religiosas, también defendía su creencia en lo «Absoluto», algo que estaba más allá del conocimiento y entendimiento del hombre. Esta ideología se fundó sobre la base de la unión entre naturaleza y un universo teológico, cada uno de los cuales Olive tomó para sí misma en su intento por crear una moral libre de religión organizada. 
Tras este encuentro, Olive realizó numerosos trayectos, aceptando trabajos como institutriz en varias familias y, en algunos casos, los acababa dejando por acoso sexual de sus jefes. Es en esta época cuando conoce a Julius Gau, con quien mantuvo una relación bajo circunstancias poco conocidas. Por alguna razón, su compromiso no duró mucho tiempo y Olive tomó la decisión de volver con su familia, primero con sus padres y luego con sus hermanos. Es aquí cuando comienza a disfrutar de la lectura y a escribir seriamente. Su primera obra, Undine, data de esta fase. 
No obstante, la situación financiera de sus hermanos comenzó a verse afectada, y los diamantes eran cada vez más difíciles de encontrar. Como resultado, Olive no tuvo otra opción que retomar su antiguo estilo de vida, desplazándose por varias viviendas y pueblos, hasta que regresó, por un breve período en 1874, a casa de sus padres. Fue en ese entonces cuando sufre su primer ataque de asma, que le acompañará durante el resto de su vida. Pese a ello, y debido a que sus padres no gozaban una economía estable, se volvió a ver obligada a trabajar para suministrarles capital.
Durante los siguientes años, aceptó el puesto de institutriz en numerosas granjas, la más importante de las cuales - la de los Fouché - le sirvió de inspiración para algunos aspectos de The Story of an African Farm. Fue asimismo uno de los periodos más productivos de su vida. Su novela más conocida, que publicó con el seudónimo de Ralph Iron, así como una pequeña colección de historias y alegorías llamada Dream Life and Real Life.

### Inglaterra y Europa
Sin embargo, las ambiciones de Olive no eran solo las de escribir. Siempre había querido ser médica, pero nunca dispuso de suficiente dinero como para pagar la carrera. A raíz de ello, optó por ser enfermera ya que era un estudio gratuito. Hacia 1880, había ahorrado suficiente dinero como para llevar a cabo un viaje a ultramar, por lo aceptó una oferta en el Hospital Real de Edimburgo, Escocia. En 1881, viajó a Southampton, Inglaterra. Una vez allí, no pudo concretar su sueño de ser médico practicante debido a que su frágil salud le impidió seguir formándose y estudiando. A partir de ese momento debe reconocer que su única meta en la vida debía ser la de escribir.
Pese a este contratiempo, decidió usar su pluma de escritora como medicina. Cuando publicó Story of an African Farm en 1883, bajo el seudónimo Ralph Iron, tuvo un éxito inesperado por la forma en la que trataba los temas del momento, desde el agnosticismo al trato de las mujeres. Le valió ser aceptada en los círculos literarios y políticos del país como abanderada de los derechos de la mujer. También fue la razón de una de sus amistades más importantes y duraderas, ya que el reconocido sexólogo Havelock Ellis le escribió sobre su novela. Su relación pronto pasó de ser un debate intelectual a una fuente de apoyo a la autora. Esta amistad fue para toda la vida, se escribieron cartas durante los siguientes treinta y seis años.
Finalmente se conocieron en 1884 cuando ambos asistieron al encuentro de la Organización Progresiva, un grupo de librepensadores cuyo fin era el de discutir perspectivas políticas y filosóficas. Este era uno de los grupos de debate radicales a los que pertenecía y la puso en contacto con muchos socialistas importantes del momento. Además de la Organización Progresiva, también acudía a encuentros de la Comunidad del Nuevo Orden (Fellowship of the New Order) y al Club de Hombres y Mujeres de Karl Pearson, donde fue persistente en la importancia crítica de la igualdad de la mujer y la necesidad de considerar a los hombres de la misma forma que a las mujeres en el momento de evaluar relaciones entre los sexos. 
No obstante, sus propias relaciones distaban de ser felices. Había rechazado una proposición de su doctor, Bryan Donkin, pero este último se mostraba persistente en su atracción por ella. Para peor, pese a sus reservas respecto a Karl Pearson y las intenciones de ser su amiga, pronto se sintió atraída por su persona. Por lo que a él respecta, su atracción no fue recíproca e inició un romance con Elizabeth Cobb. En 1866, dejó Inglaterra y se trasladó al continente europeo a lo largo de una serie de viajes que la llevaron a recorrer Suiza, Francia e Italia antes de regresar al Reino Unido. Durante este tiempo, su producción literaria tuvo su auge con publicaciones como From Man to Man (De Hombre a hombre) y un grupo de alegorías. También trabajó en una introducción a la obra de Mary Wollstonecraft, A Vindication of the Rights of Women.

### Regreso a Sudáfrica

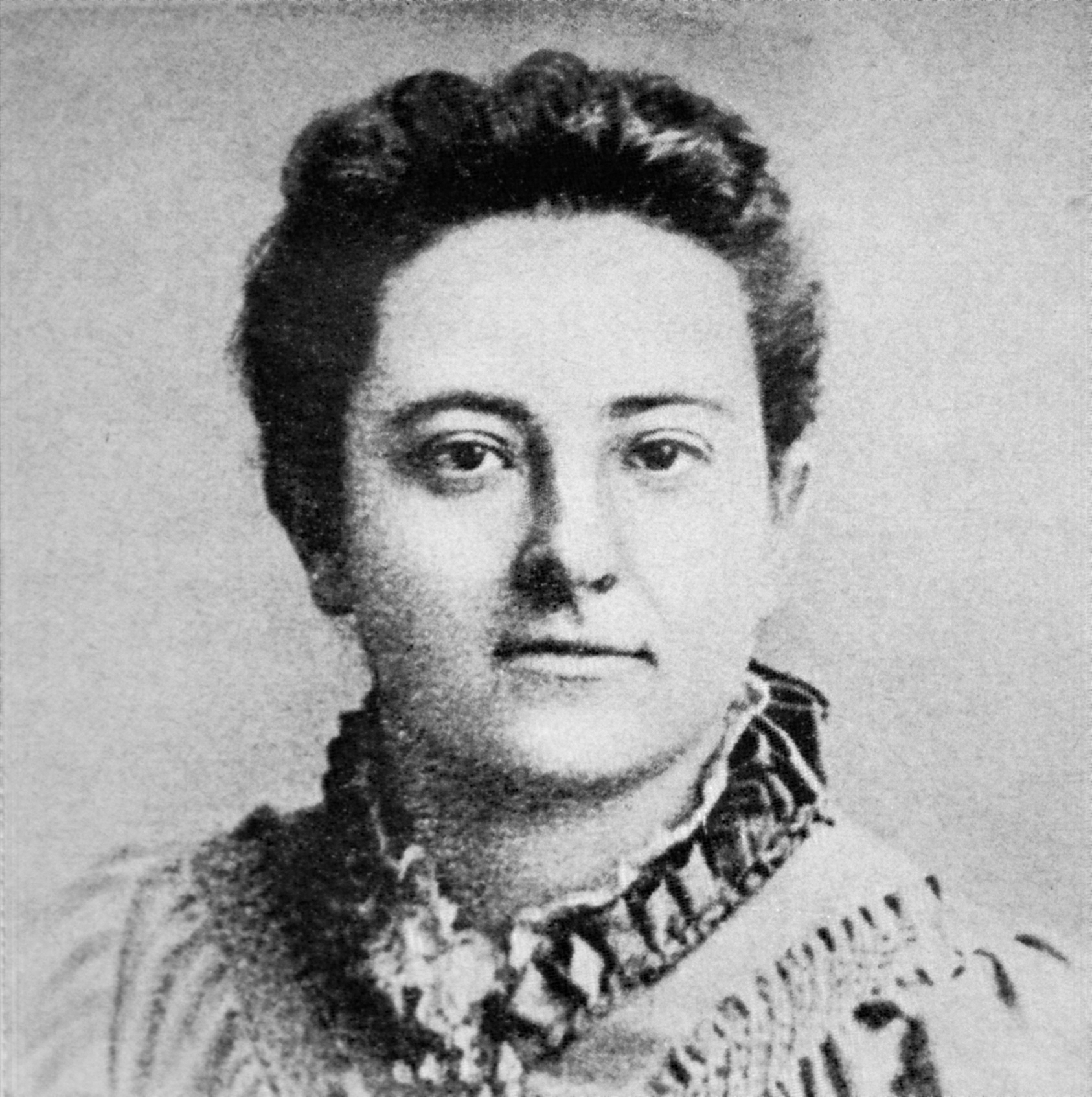
Olive Schreiner en Menton, Francia, 1889.

Dada la situación en Inglaterra, optó por regresar a su país natal, Sudáfrica, fijando rumbo hacia Ciudad del Cabo en 1889. El regreso a casa fue poco agradable - al sentirse distanciada de la gente de su entorno - pero, al mismo tiempo, experimentó una gran afinidad por la tierra. En un intento por restablecer el vínculo con su alrededor, se involucró poco a poco en la política local y produjo una serie de artículos sobre la tierra y su gente, publicados de forma póstuma como Thoughts on South Africa (Pensamientos sobre Sudáfrica). 
Su participación con políticos del Cabo le llevó a conocer a Cecil John Rhodes, de quien pronto se desilusionaría y escribiría su dura alegoría satírica Trooper Peter Halket of Mashonaland. Esta desilusión comenzó cuando Rhodes apoyó al «strop bill» (literalmente, «impuesto al cuero» o «precio de piel», un impuesto o sanción aplicada en función de la etnia o raza de una persona) que permitiría que sirvientes negros y de color fueran azotados por ofensas relativamente insignificantes.
Su oposición al «strop bill» también le llevó a conocer a Samuel Cronwright, un estanciero y político activo. Ambos compartían la misma ideología en lo que se refería al «tema o cuestión de los nativos» y a Rhodes, una de las razones por las que Olive pronto se enamoró de él. En el transcurso de una breve visita a Inglaterra en 1893, le planteó a sus amigos la idea de contraer matrimonio, pese a que veía esta institución como algo restrictivo. Así que decidió poner fin a sus dudas y la pareja se casó un año más tarde, afincándose en una granja de Cronwright.
Los siguientes años fueron difíciles e inestables para ellos. La salud de Olive empeoraba a cada instante y, como resultado, la pareja tenía que cambiar de residencia con cierta frecuencia. Su primer y único hijo falleció con solo un día de vida. Esta pérdida solo se vio agravada por el hecho de que el resto de sus embarazos acabarían en aborto espontáneo. Sin embargo, encontró consuelo en el trabajo, y logró publicar un panfleto junto a su marido sobre la situación política en 1896 y el Trooper Peter Halket of Mashonaland - en alusión a Rhodes - el año siguiente. Ambas publicaciones la apartaron de su familia y, en consecuencia, pasó mucho tiempo en soledad durante esa etapa de su vida. 
En 1898, se mudaron a Johannesburgo por motivos de salud. Tras las secuelas del atraco de Jameson, fueron vistos como los campeones de la causa republicana en el marco de una guerra inevitable entre los bóer y los británicos. Olive intentó persuadir a los oficiales sudafricanos de evitar a toda costa una guerra, y, cuando fracasó en su cometido, compuso The South African Question by an English South African (La cuestión sudafricana, por una anglo-sudafricana) en una tentativa por exponer al público inglés la realidad de la situación. Este último esfuerzo también fue en vano, pero Olive no se dio por vencida. Durante la guerra, continuó defendiendo los intereses de los bóer y abogó por la paz, como también lo hizo su hermano William Philip Schreiner, si bien fue ella quien sufría física y psicológicamente al ver que todo su empeño era en vano. No obstante, como medio de distracción, comenzó a revisar el «libro del sexo» que había esbozado en Inglaterra como Woman and Labour (La mujer y la labor), que representa la mejor expresión de sus preocupaciones respecto al socialismo y la igualdad entre los sexos.

### Últimos años
Los últimos años de su vida se vieron afectados por su mala salud y el incremento de la sensación de marginación y aislamiento. Pero, a pesar de todo, siguió contribuyendo en materia política y opinando sobre la nueva constitución, especialmente a través de su trabajo Closer Union (Unión cercana). En esta polémica, hizo un llamado a más derechos no solo para la gente de raza negra sino también para las mujeres. También formó parte de la entonces nueva rama del Cabo de la Liga de Emancipación de las Mujeres, en 1907, convirtiéndose en su vicepresidenta. Sin embargo, se rehusó a seguir apoyando sus bases cuando otras ramas de la organización hicieron visible su intención de excluir a las mujeres negras del derecho a voto. 
Cuando Women and Labour fue finalmente publicado en 1911, Schreiner se encontraba ya muy enferma, y su asma se vio favorecida por ataques de angina. Dos años más tarde viajó, sin su marido, a Inglaterra para recibir mejor tratamiento médico, tiempo en el que el país se encontraba en las postrimerías de la Primera Guerra Mundial. Fue durante su estancia en Londres cuando demuestra su particular interés en el pacifismo como única salida posible a la crisis y a los enfrentamientos bélicos que estaban manifestándose en buena parte de Europa. Estuvo en contacto con Mahatma Gandhi y comenzó un nuevo libro cuya temática principal era la guerra, publicado y abreviado poco después con el nombre de The Dawn of Civilisation (El amanecer de la civilización). Éste sería su último trabajo ya que, con el fin de la guerra, regresó a su hogar en Ciudad del Cabo, donde falleció mientras dormía en una pensión, en 1920. Sus restos fueron sepultados en Kimberley y, tras la muerte de su esposo, Samuel Cronwright, su cuerpo fue exhumado. Olive Schreiner fue enterrada junto a su hijo y su marido, en la cima montañosa de Buffelskop, en la granja conocida como Buffelshoek, en Cradock, Cabo del Este.

## Obras
- The Story of an African Farm, 1883
- Dreams, 1890
- Dream Life and Real Life, 1893
- The Political Situation in Cape Colony, 1895 (con S.C. Cronwright-Schreiner)
- Trooper Peter Halket of Mashonaland, 1897
- An English South African Woman's View of the Situation, 1899
- A Letter on the Jew, 1906
- Closer Union: a Letter on South African Union and the Principles of Government, 1909
- Woman and Labour, 1911, traducida al español por Flora Ossette: La mujer y el trabajo y publicado por la editorial Montaner y Simón en 1914.
- Thoughts on South Africa, 1923
- Stories, Dreams and Allegories, 1923. Un relato de esta colección, «La esposa del monje budista», está publicado (precedido de una breve biografía) en la pág. 409 de la antología Fin de siècle: relatos de mujeres en lengua inglesa, edición de María Luisa Venegas, Juan Ignacio Guijarro y María Isabel Porcel, Cátedra, Letras Universales, 2009, ISBN  978-84-376-2516-4. «La mujer del sacerdote budista» también aparece en la antología Cuando se abrió la puerta. Cuentos de la Nueva Mujer (1882-1914), Alba Editorial, Clásica maior, 2008, ISBN 978-84-8428-418-5.
- From Man to Man, 1926
- Undine, 1929